# Thiemo de Bakker
Thiemo Carsten Jannick de Bakker (L'Aia, 19 settembre 1988) è un ex tennista olandese.

## Carriera

### 2005-2008
Thiemo de Bakker si avvicina al tennis grazie alla madre che fin da piccolo lo porta nel club dove era solita giocare. Già dal novembre 2005 comincia a frequentare il circuito dei Futures partecipando agli F1, F2 ed F3 in Israele in cui raccoglie una semifinale. Nel 2006 a 18 anni diventa il numero uno del mondo juniores, categoria in cui quell'anno ha vinto il torneo di singolare a Wimbledon sconfiggendo in finale il polacco Marcin Gawron. Tra gli juniores ha vinto altri dieci tornei in singolare e quattro in doppio, e ha inoltre disputato la semifinale in singolare al Roland Garros 2006.
Nel luglio 2006 riceve una wild card per il tabellone del torneo ATP di Amersfoort e a sorpresa al primo turno elimina Julien Benneteau prima di essere sconfitto da Marc Gicquel. Tre mesi dopo prende parte a tre Futures in Portogallo vincendo il primo e il terzo e uscendo ai quarti nel secondo, successivamente torna in Israele dove colleziona un'altra semifinale Futures.
Il 2007 è ancora dedicato ai Futures e colleziona una finale, una semifinale e due quarti di finale. Sporadicamente si affaccia su palcoscenici più importanti: eliminato nelle qualificazioni al torneo ATP di Marsiglia, grazie a due wild card è nei main draw di Rotterdam e 's-Hertogenbosch dove perde al primo turno rispettivamente contro Ivan Ljubičić e Antony Dupuis.
Debutta anche in un torneo del Grande Slam a Wimbledon e sfiora la qualificazione al secondo turno portando al quinto set il qualificato Wayne Arthurs.
Il primo risultato di rilievo del 2008 è la finale al Futures PortugalF5, seguita dai quarti raggiunti al Challenger di Napoli. In aprile debutta in Coppa Davis nello spareggio con la Macedonia e vince entrambi i singolari disputati. Due mesi dopo vince due Futures nei Paesi Bassi e arriva la prima semifinale Challenger a Scheveningen. Successivamente riceva un'altra wild card per l'ATP di Amersfoort, dove passa il primo turno; si spinge quindi fino ai quarti al Challenger di Alphen aan den Rijn.

### 2009 - 2010
Nel 2009, dopo l'eliminazione nelle qualificazioni al torneo di Zagabria riceve un'altra wild card a Rotterdam. Frequenta quindi stabilmente il circuito Challenger, in marzo raggiunge la prima finale al Città di Caltanissetta e viene sconfitto da Jesse Huta Galung. A maggio supera le qualificazioni all'ATP di Monaco di Baviera, sconfigge Rainer Schüttler al primo turno per poi perdere da Lleyton Hewitt al secondo; successivamente fallisce la qualificazione al Roland Garros. A luglio conquista il primo titolo Challenger al Tampere Open battendo in finale Peter Luczak, due settimane dopo si ripete al Challenger di Vigo e in quella successiva, si impone anche a San Sebastián per conquistare in settembre il quarto titolo Challenger in 5 settimane a Brașov: in meno di due mesi guadagna oltre 130 posizioni del ranking mondiale. Chiude l'anno con la semifinale a Seul, grazie alla quale entra per la prima volta nei primi 100 del mondo.
Archiviato il circuito Challenger, apre il 2010 con i quarti nel 250 di Chennai e con l'eliminazione al primo turno degli Australian Open. Dopo un mese di inattività disputa il primo Masters 1000 a Indian Wells, arriva fino al terzo turno e viene sconfitto da Andy Roddick; si qualifica poi per il Masters di Montecarlo in cui perde al secondo turno dal futuro vincitore Rafael Nadal. Raggiunge la prima semifinale di un ATP 500 a Barcellona, grazie al successo sul numero 16 del mondo Juan Carlos Ferrero e sul top 10 Jo-Wilfried Tsonga, prima di arrendersi a Robin Söderling. Entra così nei primi 50 del mondo.
Al Roland Garros si arrende al terzo turno a Jo-Wilfried Tsonga, dopo aver battuto Patience e Guillermo García López. Anche a Wimbledon arriva al terzo turno eliminando Giraldo e Isner prima di arrendersi in quattro set a Paul-Henri Mathieu, risultato con cui approda al 40º posto mondiale, che rimarrà il suo best ranking in carriera. Raggiunge il terzo turno anche agli US Open, e viene estromesso da Robin Söderling.

### 2011 - 2012
Il 2011 si rivela molto più avaro di soddisfazioni dell'anno precedente. In tutta la stagione ottiene solo tre successi nel circuito maggiore: uno a Rotterdam in febbraio, uno in marzo nell'incontro di Coppa Davis contro l'Ucraina e uno a maggio a Madrid dove supera le qualificazioni ed elimina poi Ferrero. Nella seconda parte dell'anno, uscito dalle prime 100 posizioni del ranking, torna a giocare senza particolare successo nei Challenger. L'unico titolo della stagione arriva in doppio nel Challenger olandese di Alphen aan de Rijn.
Chiuso il 2011 oltre la duecentesima posizione in singolare, l'anno successivo è costretto a giocarsi la partecipazione ai tornei principali partendo dalle qualificazioni. Le supera al debutto a Chennai ma non agli Australian Open; in febbraio vince entrambi gli incontri disputati in Davis contro la Finlandia e ottiene una wild card per il torneo di Rotterdam, dove viene però subito eliminato da Troicki. Scivolato oltre la 390ª posizione in classifica dopo un paio di mesi di inattività, disputa alcuni tornei Futures da maggio e vince due delle quattro finali disputate in un mese. Nella seconda parte dell'anno torna a giocare nel circuito Challenger conquistando quattro finali e la vittoria a Bercuit in luglio, a Alphen aan den Rijn in settembre e a San Juan in ottobre, risalendo fino al 123º posto mondiale.

### 2013 - 2015
Dopo aver perso nelle qualificazioni nei tornei australiani, gioca con una wild card a Rotterdam e viene battuto al secondo turno da Federer. Raggiunge invece la sua unica finale ATP in carriera nel torneo di doppio in coppia con Huta Galung e vengono sconfitti per 8-10 nel set decisivo da Lindstedt / Zimonjić.
A marzo perde la finale del Santiago Challenger dopo due tie-break contro Facundo Bagnis; supera poi le qualificazioni a Miami e viene subito eliminato da Zeballos. Dopo una vittoria in Davis contro la Romania, fallisce le qualificazioni nei successivi tornei a cui prende parte (Montecarlo, Oeiras, Roma e Nizza). Eliminato al debutto al Roland Garros, torna a vincere un incontro al Queen's e al secondo turno viene nettamente superato da Berdych. Sconfitto da Lorenzi al primo turno di 's-Hertogenbosch, raggiunge ancora in coppia con Huta Galung le semifinali in doppio. Subito eliminato a Wimbledon, si riscatta a Bastad battendo Schwartzman, Troicki (al tie-breack del terzo set), e il numero uno del torneo Berdych con un duplice 7-5 prima di arrendersi in semifinale a Berlocq, che si aggiudicherà il torneo. In seguito conquista il trofeo di doppio al Challenger di Rio de Janeiro in coppia con André Sá; supera poi un turno a Umago e a Wiston-Salem, mentre viene eliminato al debutto agli US Open da Pablo Andújar, chiudendo l'anno intorno alla 150ª posizione.
I buoni risultati conseguiti in doppio nel corso del 2013 lo portano nel febbraio 2014 alla 115ª posizione, miglior ranking della carriera in doppio. Come l'anno precedente, nel 2014 non riesce a qualificarsi nei primi tornei dell'anno e al debutto a Rotterdam viene eliminato in tre set dal numero 9 del mondo Richard Gasquet. Il primo torneo in cui supera le qualificazioni è quello di Dubai, e perde al primo turno contro Kohlschreiber. Sempre passando dalle qualificazioni, raggiunge il terzo turno a Miami, ma è di nuovo Federer ad eliminarlo con un duplice 6-3. In aprile torna a disputare la finale del Challenger di Santiago, riuscendo questa volta ad aggiudicarsi il titolo a un anno e mezzo dall'ultimo successo a San Juan. Al torneo di 's-Hertogenbosch batte Sijsling, approfitta del ritiro di Tursunov e viene eliminato nei quarti da Sousa. Sconfitto in finale al Challenger di Marburg, in estate supera un turno a Bogotà e due ad Atlanta, sconfigge tra gli altri il numero 17 del mondo Anderson e viene eliminato da Benjamin Becker. Chiude la stagione al 144º posto mondiale dopo aver subito altre 6 sconfitte consecutive.
Nel 2015 non supera mai le qualificazioni nei tornei dello Slam. Torna a mettersi in luce in febbraio all'ATP di San Paolo del Brasile, supera le qualificazioni, al primo turno sconfigge il nº 65 ATP Juan Mónaco e viene eliminato da Luca Vanni. È costretto al ritiro al secondo turno del successivo ATP 500 di Rio de Janeiro. Torna a giocare il mese dopo senza particolare successo nei Masters 1000 di Indian Wells e Miami. A maggio raggiunge la finale al Challenger di Bordeaux e viene sconfitto nel tie-break decisivo da Thanasi Kokkinakis; vince invece la finale nel torneo di doppio assieme a Robin Haase. Dopo tre semifinali Challenger disputate nel prosieguo della stagione, a ottobre vince due tornei Challenger consecutivi a Las Vegas e a Monterrey, sconfiggendo nelle rispettive finali Grega Žemlja e Víctor Estrella Burgos, successi con cui rientra nella top 100; a Monterrey vince anche il torneo di doppio assieme a Mark Vervoort.

### 2016 - 2019
Nel gennaio 2016 torna a giocare nel circuito maggiore superando le qualificazioni a Auckland, al primo turno del main draw ha la meglio sul nº 55 del ranking Albert Ramos Viñolas e viene eliminato al secondo da Fabio Fognini. Nei successivi 4 tornei ATP, tra cui gli Australian Open, vince un solo incontro a Sofia. Nel periodo successivo supera il primo turno solo a Indian Wells, Marrakesh e Barcellona, e subisce quindi una serie ininterrotta di sconfitte che lo riportano in agosto oltre il 150º posto. A settembre raggiunge la semifinale al Challenger di Alphen, unico risultato di rilievo di fine stagione che chiude a ottobre.
Rientra nel circuito nell'aprile 2017, riparte dal 575º posto del ranking e deve tornare a giocare nei Futures. A giugno vince il Netherlands F1 e si ripete il mese dopo al Netherlands F3. Subito dopo torna a disputare un torneo Challenger a Scheveningen e raggiunge la semifinale, supera tra gli altri il nº 62 ATP Robin Haase e Stefanos Tsitsipas ed è costretto al ritiro durante l'incontro con Guillermo García López. Nel finale di stagione vince altri due tornei ITF Futures e anche all'inizio del 2018 gioca in prevalenza nel circuito ITF; a marzo vince il titolo all'Italy F2. A giugno raggiunge due semifinali Challenger e il mese dopo vince quello di Scheveningen con il netto successo in finale su Yannick Maden. Con altri due quarti di finale nei Challenger di agosto si riporta a ridosso della top 200, ma una nuova serie di sconfitte gli fanno chiudere la stagione al 242º posto.
Nel 2019 non supera mai il terzo turno in singolare nei Challenger, mentre in doppio raggiunge due finali, vince la prima in aprile a Sophia Antipolis assieme a Robin Haase e perde la seconda in maggio a Ostrava in coppia con Tallon Griekspoor. Al suo ultimo impegno stagionale a settembre vince sia il singolare che il doppio al torneo ITF di Santa Margherita di Pula, dopo il quale non rientra a giocare nel circuito.

## Statistiche

### Doppio

#### Finali perse (1)
| Legenda doppio       |
| Grande Slam (0)      |
| ATP Finals (0)       |
| ATP Masters 1000 (0) |
| ATP Tour 500 (1)     |
| ATP Tour 250 (0)     |

| N. | Data             | Torneo                    | Superficie  | Compagno          | Avversari in finale             | Punteggio        |
| 1. | 17 febbraio 2013 | Rotterdam Open, Rotterdam | Cemento (i) | Jesse Huta Galung | Robert Lindstedt Nenad Zimonjić | 7-5, 3-6, [8-10] |

### Tornei minori

#### Singolare

##### Vittorie (23)
| Legenda tornei minori |
| Challenger (11)       |
| Future (12)           |

| N.  | Data              | Torneo                                                 | Superficie  | Avversario in finale    | Punteggio         |
| 1.  | 15 ottobre 2006   | Portugal F4, Albufeira                                 | Cemento     | Morgan Phillips         | 7–6(5), 6-4       |
| 2.  | 29 ottobre 2006   | Portugal F6, Ponta Delgada                             | Cemento     | David Canudas-Fernandez | 6-2, 6-4          |
| 3.  | 15 giugno 2008    | Netherlands F1, Apeldoorn                              | Terra rossa | Stéphane Robert         | 7–6(2), 6-1       |
| 4.  | 22 giugno 2008    | Netherlands F2, Alkmaar                                | Terra rossa | Melle van Gemerden      | 4-6, 6-1, 6-2     |
| 5.  | 2 agosto 2009     | Tampere Open, Tampere                                  | Terra rossa | Peter Luczak            | 6-4, 7–6(7)       |
| 6.  | 15 agosto 2009    | Concurso Internacional de Vigo, Vigo                   | Terra rossa | Thierry Ascione         | 6-4, 4-6, 6-2     |
| 7.  | 23 agosto 2009    | Concurso Internacional de San Sebastián, San Sebastián | Terra rossa | Filip Krajinović        | 6-2, 6-3          |
| 8.  | 6 settembre 2009  | Brașov Challenger, Brașov                              | Terra rossa | Pere Riba               | 7-5 6-0           |
| 9.  | 18 giugno 2012    | Netherlands F1, Zuidwolde                              | Terra rossa | Nick van der Meer       | 6-4, 4-6, 6-3     |
| 10. | 24 giugno 2012    | Netherlands F2, Alkmaar                                | Terra rossa | Gerald Melzer           | 6-4, 7-5          |
| 11. | 22 luglio 2012    | Bercuit Tennis Open, Bercuit                           | Terra rossa | Victor Hănescu          | 6-4, 3-6, 7-5     |
| 12. | 9 settembre 2012  | TEAN International, Alphen aan den Rijn                | Terra rossa | Simon Greul             | 6-4, 6-2          |
| 13. | 14 ottobre 2012   | Copa San Juan Gobierno, San Juan                       | Terra rossa | Martín Alund            | 6-2, 3-6, 6-2     |
| 14. | 20 aprile 2014    | Santiago Challenger, Santiago                          | Terra rossa | James Duckworth         | 4-6, 7–6(10), 6-1 |
| 15. | 25 ottobre 2015   | Las Vegas Tennis Open, Las Vegas                       | Cemento     | Grega Žemlja            | 3-6, 6-3, 6-1     |
| 16. | 31 ottobre 2015   | Monterrey Challenger, Monterrey                        | Cemento     | Víctor Estrella Burgos  | 7–6(1), 4-6, 6-3  |
| 17. | 25 giugno 2017    | Netherlands F1, Alkmaar                                | Terra rossa | Maxime Chazal           | 6-3, 7-5          |
| 18. | 9 luglio 2017     | Netherlands F3, Middelburg                             | Terra rossa | Botic van de Zandschulp | 6-3, 6-4          |
| 19. | 27 agosto 2017    | Netherlands F6, Rotterdam                              | Terra rossa | Gijs Brouwer            | 6-2, 6-3          |
| 20. | 15 ottobre 2017   | Egypt F29, Sharm El Sheikh                             | Cemento     | Gijs Brouwer            | 6-3, 7–6(3)       |
| 21. | 11 marzo 2018     | Italy F2, Santa Margherita di Pula                     | Terra rossa | Attila Balázs           | 6-2, 5-7, 6-1     |
| 22. | 22 luglio 2018    | The Hague Open, Scheveningen                           | Terra rossa | Yannick Maden           | 6-2, 6-1          |
| 23. | 22 settembre 2019 | M25 Santa Margherita di Pula                           | Terra rossa | Lucas Gerch             | 6-2, 6-4          |

##### Finali perse (10)
| Legenda tornei minori |
| Challenger (5)        |
| Futures (5)           |

| N.  | Data             | Torneo                                            | Superficie  | Avversario in finale  | Punteggio           |
| 1.  | 27 novembre 2006 | Israel F4, Ramat HaSharon                         | Cemento     | Andreas Haider-Maurer | 4-6, 4-6            |
| 2.  | 3 settembre 2007 | Netherlands F5, Enschede                          | Cemento     | Nick Van Der Meer     | 7–6(6), 6(3)–7, 2-6 |
| 3.  | 10 marzo 2008    | Portugal F5, Lagos                                | Cemento     | Rui Machado           | 4-6, 3-6            |
| 4.  | 23 marzo 2009    | Città di Caltanissetta, Caltanissetta             | Terra rossa | Jesse Huta Galung     | 2-6, 3-6            |
| 5.  | 27 maggio 2012   | Spain F13, Getxo                                  | Terra rossa | Andrea Arnaboldi      | 6-3, 6(4)–7, 4-6    |
| 6.  | 1º luglio 2012   | Netherlands F3, Breda                             | Terra rossa | Ze Zhang              | 4-6, 6-3, 4-6       |
| 7.  | 7 ottobre 2012   | Campeonato Internacional do Estado do Pará, Belém | Terra rossa | Ricardo Hocevar       | 6(1)–7, 6(4)–7      |
| 8.  | 10 marzo 2013    | Santiago Challenger, Santiago                     | Terra rossa | Facundo Bagnis        | 6(2)–7, 6(3)–7      |
| 9.  | 29 giugno 2014   | Marburg Open, Marburgo                            | Terra rossa | Horacio Zeballos      | 6-3, 3-6, 3-6       |
| 10. | 17 maggio 2015   | Tournoi International de Bordeaux, Bordeaux       | Terra rossa | Thanasi Kokkinakis    | 4-6, 6-1, 6(5)–7    |